# Hippasa pisaurina
Hippasa pisaurina är en spindelart som beskrevs av Pocock 1900. Hippasa pisaurina ingår i släktet Hippasa och familjen vargspindlar. Inga underarter finns listade i Catalogue of Life.